# Маршрут 1 (Уругвай)
Маршрут 1 (також відомий як  Маршрут «Бригадного генерала Мануель Орібе») — шосе в Уругваї, що з'єднує столицю країни з Колонія-дель-Сакраменто, проходячи через департаменти Монтевідео, Сан-Хосе та Колонія. Він був названий на честь Мануеля Орібе, конституційного президента Уругваю між 1835 і 1838 роками, згідно із законом 14361 від 17 квітня 1975 року. Як і на інших важливих дорогах країни, її кілометраж починається від Praça de Cagancha.
Будівництво шосе почалося в грудні 1928 року під керівництвом і проєктуванням інженера Агустіна Маггі. Фінансові ресурси для проєкту були підтримані Ley de Recursos Permanentes para Vialidad e Hidrografía (Закон 8343 від 1928).

## Повторювані підказки
Маршрут 1 дублюється на ділянці 150 км між Монтевідео та перетином з маршрутом 22, який знаходиться поблизу міста Колонія-дель-Сакраменто.